# Блю Девілс Вайден
«Блю Девілс Вайден» (нім. Blue Devils Weiden) — хокейний клуб із міста Вайден, Німеччина. Заснований у 1985 році. Виступає у Другій Німецькій хокейній лізі.

## Історія
Клуб «Блю Девілс Вайден» заснований у 1985 році, як «Вайден». Сучасна назва з 2000 року.
З 1987 по 1999 роки «Вайден» виступав у нижчих дивізіонах. З 2000 року клуб виступає в Оберлізі. З 2003 по 2005 роки в Другій Бундеслізі. Після падіння до Регіональної ліги в 2010 році, «Блю Девілс Вайден» через два роки повернувся до Оберліги, де виступав до сезону 2023/24 років (став чемпіоном та підвищився до Другої Німецької хокейної ліги).

## Домашня арена

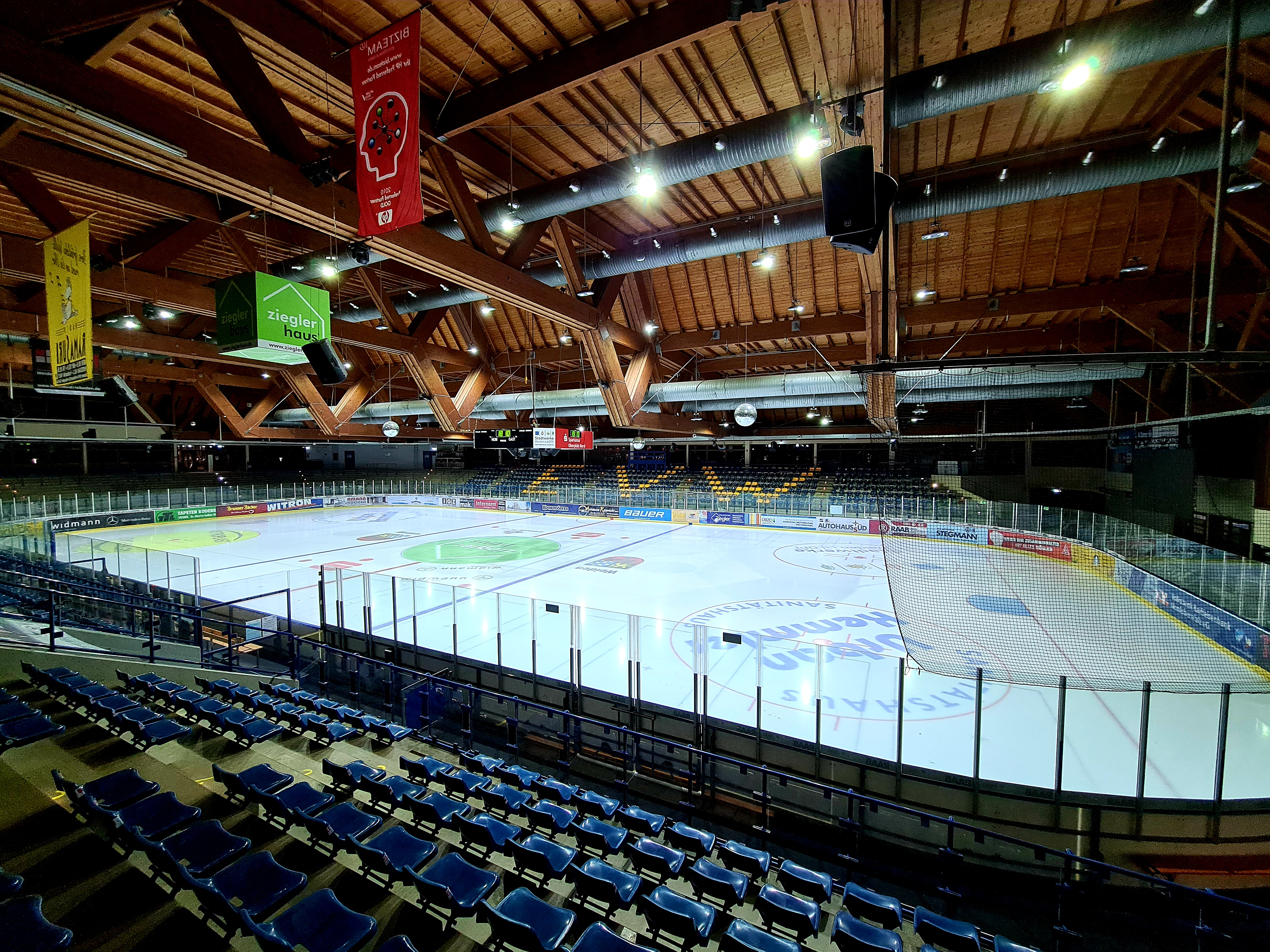
Ганс Шропф Арена

Стадіон «Ганс Шропф Арена» відкрита 15 вересня 1987 року. Арена вміщує 2560 глядачів.

## Досягнення
Оберліга
- Переможець (3): 2022, 2023, 2024